# Marius Antonescu
Marius Constantin Antonescu (n. 9 august 1992, Brăila) este un jucător român de rugby în XV și de rugby în VII. Evoluează ca linia a II-a (lock).

## Carieră
A început să practice rugby-ul la RC Brăila, în orașul natal. A jucat pentru LPS Focșani în Divizia Națională de juniori U19, înainte de a fi descoperit de Ștefan Demci, antrenor la CS Dinamo. La începutul anului 2013, a fost convocat la echipa națională de rugby în VII. Totuși, a fost suspendat doi ani de Federația Română de Rugby după ce a plecat la RCJ Farul Constanța fără acordul lui Dinamo. Pedeapsa a fost anulată două luni mai târziu la cererea lui Dinamo. Apoi s-a transferat la CSM Olimpia București timp de un sezon. În sfârșitul sezonului 2013-2014 s-a alăturat centrului de pregătire („espoirs”) clubului francez Tarbes (Pro D2), unde evoluează și românul Marius Sîrbe. Antonescu și-a făcut debutul ca titular în echipa profesionistă într-un meci cu Agen în ianuarie 2015.
Și-a făcut debutul pentru echipa națională a României într-un meci de Cupa Europeană a Națiunilor împotriva Spaniei în februarie 2012. Convocat în echipa de 31 de jucători la Cupa Mondială de Rugby din 2015, a jucat în meciul de faza grupelor cu Italia.  Până în octombrie 2015, a strâns zece  selecții în națională.

## Legături externe
- Statistice internaționale pe ESPN Scrum
- Prezentare Arhivat în 11 septembrie 2015, la Wayback Machine. la Liga Națională de Rugby din Franța